# Hugh Glass

Zeitungsillustration, die den Bärenangriff auf Glass zeigt

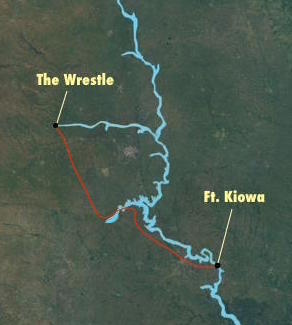
Route von Glass’ Reise vom Grand River nach Fort Kiowa

Hugh Glass (* um 1783; † um 1833) war ein US-amerikanischer Trapper im Wilden Westen.
Seine Lebensgeschichte ist vielfach überliefert und von Legenden umrankt. Bekanntheit erlangte Glass vor allem durch das Überleben eines Grizzlybärenangriffs in den Rocky Mountains. Die damaligen Ereignisse wurden noch zu Glass’ Lebzeiten in unterschiedlichen Varianten berichtet und veröffentlicht, teils mit rein spekulativen Inhalten. Posthum gedieh die Mythenbildung mit neuen Publikationen zu Glass’ Leben weiter; zuverlässige Quellen existieren kaum.
Glass’ Biografie diente verschiedentlich als Inspirationsquelle für Literatur und Film. Der US-amerikanische Autor Frederick Manfred widmet sich Glass in seinem Roman „Lord Grizzly“ (1954). Aus dem Jahr 1971 stammt der britische Western Ein Mann in der Wildnis von Richard C. Sarafian, mit Richard Harris in der Hauptrolle. Im Jahr 2002 erschien der US-amerikanische Roman „Der Totgeglaubte – Eine wahre Geschichte“ (Originaltitel „The Revenant: A Novel of Revenge“) von Michael Punke. Darauf basiert der 2015 veröffentlichte Film The Revenant – Der Rückkehrer von Alejandro González Iñárritu, in dem Glass von Leonardo DiCaprio verkörpert wird.

## Leben
Über Glass’ frühe Lebensjahre ist relativ wenig bekannt. Er wurde höchstwahrscheinlich um das Jahr 1783 in Philadelphia geboren. Eventuell fuhr er in jungen Jahren als Pirat zur See, bevor er im „Wilden Westen“ jenseits der „Frontier“ als Scout und Trapper arbeitete. Dort hatte er bereits mehrere Jahre gelebt, bevor er 1823 einer Expedition der von William Henry Ashley und Andrew Henry gegründeten Rocky Mountain Fur Company beitrat. Glass sollte mit einer kleinen Gruppe, die von Andrew Henry angeführt wurde, entlang des Missouri River und des Grand River zum Tal des Yellowstone River reisen.
Nahe dem Grand River, im Gebiet des heutigen Perkins County (South Dakota), wurde Glass von einem Bären angegriffen und schwer verletzt. Wie es mehrfach überliefert ist, nahmen seine Begleiter an, dass er bald sterben werde, und beschlossen weiterzuziehen, während zwei Männer abgestellt wurden, bis zu seinem Tod bei ihm zu bleiben und ihn schließlich zu begraben. Vermutlich handelte es sich bei den beiden um John Fitzgerald und Jim Bridger. Fest steht, dass Glass einige Tage später allein zurückgelassen wurde, obwohl er noch lebte. Mehrere Quellen schreiben, er habe weder eine Waffe noch Versorgung bei sich gehabt. Trotz der widrigen Umstände gelang es Glass, nach Fort Kiowa, dem nächsten bewohnten Ort, zu kommen und sich so zu retten. Für die etwa 200 Meilen (320 km) lange Strecke benötigte er laut Schätzungen sechs Wochen.
Zu dem Bärenangriff und Glass’ Verletzungen sowie zu dem Verhalten seiner Begleiter und den Umständen seines Überlebenskampfes gibt es zahlreiche Erzählvarianten und spekulative Details bis hin zu angeblichen Aktionen von Rache und Gnade gegenüber den beiden Trappern, die ihn zurückgelassen haben.
Glass kehrte später ins Gebiet des oberen Missouri River zurück. Er arbeitete als Jäger in Fort Union. Glass starb um das Jahr 1833 bei einem Kampf mit Arikaree-Indianern.

## Erzählvarianten und spekulative Details
In einer Quelle werden der Bärenangriff und die anschließenden Ereignisse wie folgt dargestellt:
Bei einem Erkundungsgang traf Glass auf eine Grizzlybärin mit zwei Jungtieren. Das Muttertier griff Glass an, bevor er sein Gewehr abfeuern konnte. Dennoch gelang es ihm, das Tier stattdessen mit einem Messer zu töten. Seine Begleiter hatten unterdessen seine Hilfeschreie gehört und fanden Glass schwer verletzt unter dem toten Tier. Sie behandelten seine Verletzungen, rechneten aber mit seinem baldigen Tod. Da die Gruppe jedoch schnell weiterziehen wollte, um den Zeitplan einzuhalten, blieben John Fitzgerald und der junge Jim Bridger mit Glass zurück. Sie hoben ein Grab für Glass aus und warteten auf seinen Tod. Laut eigenen Aussagen bemerkten sie nach drei Tagen eine Gruppe von Indianern, die sich ihrem Lager näherte. In Panik warfen sie den bewusstlosen Glass in das vorbereitete Grab, bedeckten ihn mit einem Bärenfell und ein wenig Erde, nahmen dann seine Waffen und Ausrüstung und flüchteten vor den Indianern. Andere Berichte gehen eher davon aus, dass beide Männer kein weiteres Risiko eingehen wollten und deshalb einfach weiterzogen.
Glass war jedoch nicht tot. Nach einiger Zeit erwachte er und stellte zu seinem Erschrecken fest, dass seine Kameraden ihn mit einem gebrochenen Bein und zahlreichen weiteren Wunden ohne Waffen mitten im Indianergebiet zurückgelassen hatten. Seine einzige Ausrüstung war das Bärenfell, mit dem ihn Fitzgerald und Bridger bedeckt hatten. Bis nach Fort Kiowa, dem nächsten bewohnten Ort, waren es über 300 Kilometer. Am 9. September 1823 schiente er sein gebrochenes Bein und bewegte sich kriechend nach Süden in Richtung des etwa 150 Kilometer entfernt liegenden Cheyenne River. Seine Infektionen verschlimmerten sich, und gelegentlich verlor er das Bewusstsein. Glass berichtete später, dass er einmal erwachte und einen Grizzlybären direkt neben sich bemerkte, der seine mit Maden befallenen Wunden leckte, ihn ansonsten aber in Ruhe ließ. Während seiner zwei Monate dauernden „Reise“ zum Cheyenne River ernährte er sich nur von wilden Beeren und Wurzeln. Einmal konnte er zwei Wölfe von einem toten Bison vertreiben, so dass er etwas von dem rohen Fleisch verzehren konnte.
Am Fluss angekommen, baute er aus einem umgestürzten Baum ein improvisiertes Floß und ließ sich mit ihm flussabwärts zum Missouri River und dort bis Fort Kiowa treiben. Unterwegs begegnete er Indianern, die ihm aus einem Bärenfell einen Schutz für seinen verwundeten Rücken nähten. Schließlich erreichte er das Fort, wo er einige Monate bis zu seiner vollständigen Genesung verbrachte.
Von Rache getrieben, begab er sich dann auf die Suche nach Bridger und Fitzgerald, um beide zu töten. Bridger fand er schließlich bei einem Pelzhändler-Lager am Yellowstone River. Er tötete ihn jedoch nicht, da Bridger mit 19 Jahren noch sehr jung war. Später fand er auch Fitzgerald, der mittlerweile der Armee beigetreten war und den er daher auch unbehelligt ließ.

## Rezeption
Glass’ Geschichte wurde von den Trappern und Pelzhändlern des Westens vielfach überliefert und wurde schließlich Teil der amerikanischen Folklore. Verschiedene Autoren thematisierten sein Leben in Sachbüchern, Romanen und Gedichten.
Am Ufer des Shadehill Reservoir nahe der Stadt Lemmon errichtete der John Neihardt Club 1923 an der Stelle, an der Glass 100 Jahre zuvor seine Reise begonnen hatte, das Hugh Glass Monument. Neihardt hatte bereits 1915 Glass’ Geschichte im Gedicht The Song of Hugh Glass thematisiert.
Die isländische Rockband Of Monsters and Men veröffentlichte 2011 das Album My Head Is an Animal, auf dem sie die wochenlange Reise des Trappers im Lied Six Weeks verarbeiteten.
Das Drehbuch zum britischen Western Ein Mann in der Wildnis aus dem Jahr 1971 basierte lose auf Glass’ Geschichte. Die Rolle der Hauptfigur übernahm der Schauspieler Richard Harris.
2002 veröffentlichte Michael Punke den Roman „Der Totgeglaubte – Eine wahre Geschichte“ (Originaltitel „The Revenant: A Novel of Revenge“). 2015 wurde darauf aufbauend eine neue Verfilmung unter dem Titel The Revenant – Der Rückkehrer veröffentlicht, bei der Alejandro González Iñárritu die Regie übernahm. Die Hauptrolle des Hugh Glass spielt Leonardo DiCaprio.